# Березинка (дендрологічний парк)
Берези́нка — дендрологічний парк місцевого значення в Україні. Розташований у межах Мукачівського району Закарпатської області, неподалік від північно-західної околиці села Березинка, при автошляху Н 09.
Площа 34 га. Статус надано згідно з рішенням облвиконкому від 25.07.1972 року № 243, ріш. ОВК від 23.10.1984 року № 253, ріш. 9 сесії обл. ради від 26.12.2003 року № 325. Перебуває у віданні ДП «Мукачівське ЛГ», лісництво Березинка (урочище Нодьлігет, квартал 3).
Статус надано з метою збереження дендропарку, закладеного 1957 року. У його колекції нараховується бл. 2000 деревно-чагарникових порід, а це — найбільша дендрологічна колекція Закарпатської області. Є екзотичні та рідкісні види: кедр гімалайський, кедр ліванський, кедр атласький, кедр прирічковий, секвоя вічнозелена, горіх Зібольда, ліквідамбар смолистий, ялиця велетенська, криптомерія японська, кунінгамія ланцетна, сосна Сабіна, Адамове дерево, диморфант (калопанакс), бамбук, елеутерокок, тис ягідний, барбарис Юліана, аралія маньчжурська та інші.